# Kewullay Conteh
Kewullay Conteh   (Freetown, 31 de desembre de 1977) és un exfutbolista de Sierra Leone de la dècada de 2000.
Fou internacional amb la selecció de Sierra Leone. Pel que fa a clubs, destacà a Atalanta BC, Chievo Verona, Venezia i Palermo.